# Теодор Стърджън
Теодор Хамилтън Стърджън (на английски: Theodore Hamilton Sturgeon) е американски писател на произведения в жанра научна фантастика и хорър.

## Биография
Теодор Стърджън е роден в Статън Айлънд, щат Ню Йорк, като Едуард Хамилтън Уолдо. Името „Стърджън“ получава, след като родителите му се развеждат и майка му се омъжва повторно. Поради здравословни причини детската му мечта да играе в цирка не се осъществява. Теодор Стърджън учи в морско училище, но избягва оттам, след което служи в търговския флот, където започва да пише разкази, предназначени за списания. Първият му публикуван разказ, Ether Breather, излиза през 1939 г. Повечето от неговите разкази се появяват под псевдонима Е. Уолдо Хънтър.
Преди началото на Втората световна война той заминава за Британска Индия, за да заеме длъжността управител на хотел, но по стечение на обстоятелствата му се налага да ръководи технически център. Стърджън се развежда със съпругата си през 1945 г., след което изпада в депресия, от която го изважда Джон Кемпбъл. След завръщането си в Ню Йорк, Стърджън започва работа в списанието на Кемпбъл Astounding Science Fiction. Това му предоставя благоприятна за развитие среда и той публикува множество разкази, включително и в други периодични издания. Голяма роля в живота му играе наградата на списание Argosy, която той получава напълно неочаквано през 1947 г. Година по-късно излиза първият му сборник с разкази, Without Sorcery. Произведенията, които той пише през следващите десет години, са почти изцяло издадени от новооснованото от Хорацио Голд списание Galaxy.

## Творчество
Теодор Стърджън е автор на 10 романа, повече от 200 разказа, сценарии и телевизионни програми. През 1966 – 1967 пише няколко сценария за сериала „Стар Трек“.
Произведенията на Теодор Стърджън са поетични, визионерски, често търсещи следващите стъпала в еволюцията на човека. Известен е с използването на така наречената ритмична (или метрична) проза, в която ударени и неударени срички се редуват закономерно (както в класическата поезия) и по този начин ненатрапчиво внушават определено настроение на читателите.
Сред най-известните му произведения са романите The Dreaming Jewels („Бленуващите кристали“, 1950), More than Human („Повече от човешки“, 1953) и Some of Your Blood („От кръвчицата ти“, 1961) и късите форми (разкази и новели) Shottle Bop („Багазин за мотилки“, 1941), The Skills of Xanadu („Уменията на Ксанаду“, 1956), Need (1960), Slow Sculpture („Бавно ваяние“, 1970), Occam's Scalpel („Бръсначът на Окам“, 1971).
През 1971 г. Теодор Стърджън е награден с Хюго и Небюла за новелата Slow Sculpture, а през 1985 г. посмъртно получава премията „За цялостно творчество“ на Световния конвент за фантастика. Критиците го определят като един от най-добрите стилисти в историята на американската фантастика.